# Service fédéral de contre-espionnage de la fédération de Russie
Pour les articles homonymes, voir FSK.
Le service fédéral de contre-espionnage de la fédération de Russie (FSK ; russe : Федеральная служба контрразведки Российской Федерации) était la principale agence de sécurité de la Russie, qui a succédé au KGB en Union soviétique. L'organisation a existé de 1993 à 1995, date à laquelle le service fédéral de sécurité (FSB) lui succède.

## Directeurs de l'AFB / Ministres de la sécurité / Directeurs du FSK
- Viktor Ivanenko (en) (novembre 1991 - janvier 1992)
- Viktor Barannikov (en) (janvier 1992 - juillet 1993)
- Nikolaï Golouchko (juillet 1993 - février 1994)[1]
- Sergueï Stepachine (février 1994 - avril 1995)